# ピーター・ドラン

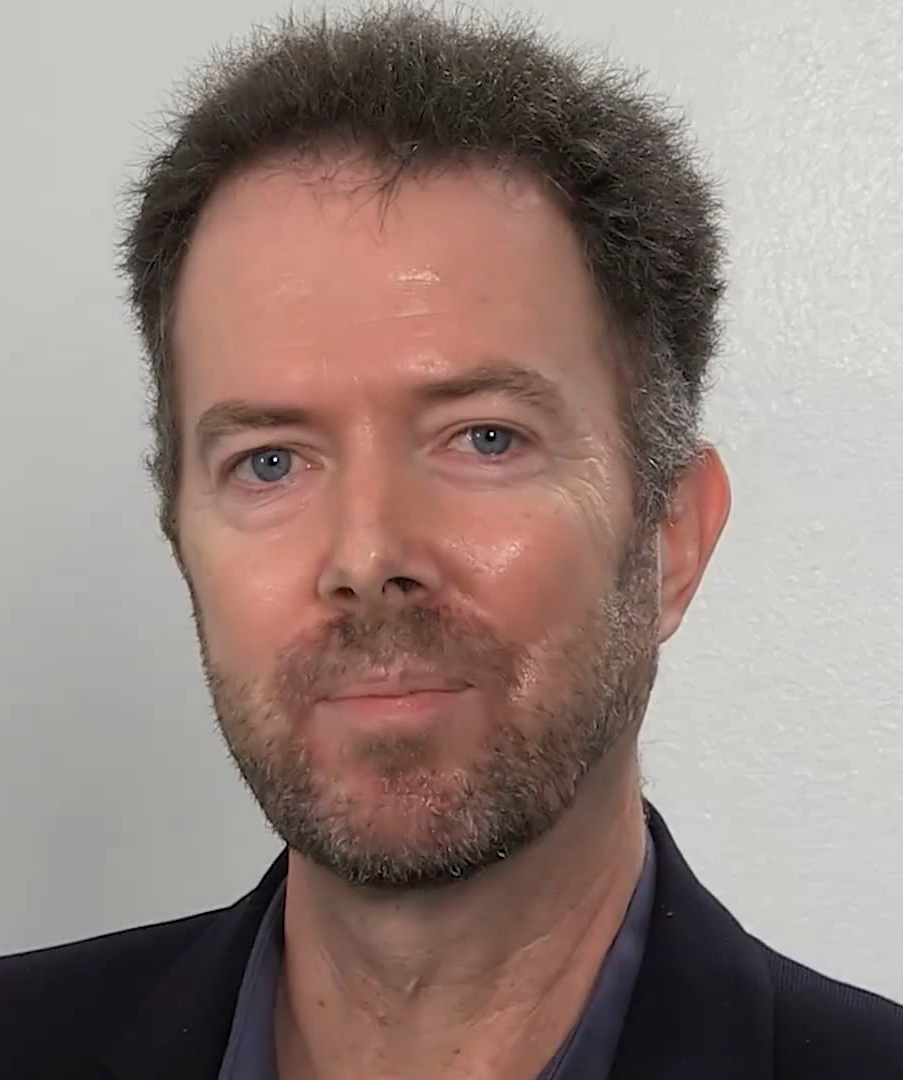

ピーター・ドラン（Peter T. Doran）はイリノイ大学シカゴ校地球環境科学科の助教授。
2002年1月に学術雑誌ネイチャーで発表された南極大陸の気温に関する論文の筆頭著者である。彼と同僚研究者は、南極大陸の一部が1986年から2000年の間に寒冷化していたことを発見した。そのため、アン・クールターやマイケル・クライトンのような地球温暖化説の反対論者により、彼の論文は頻繁に引用されることになった。2006年7月27日、ドランはこれをニューヨーク・タイムズ紙の論評において"misinterpretation （誤解）"と描写し、"I have never thought such a thing（私はこのような意見を考えたことはない）... I would like to remove my name from the list of scientists who dispute global warming.（地球温暖化を疑う科学者のリストから自分の名前を取り除きたい）"と述べた。
ドランの南極大陸における多くの重大な研究貢献を記念し、米国地質測量部は彼にちなんで南極の小川と氷河を命名した。